# Sorbus hoppeana
Sorbus hoppeana är en rosväxtart som beskrevs av N.Mey.. Sorbus hoppeana ingår i släktet oxlar, och familjen rosväxter. Inga underarter finns listade i Catalogue of Life.